# John L. Sullivan (voi)
John L. Sullivan, (sinh khoảng năm 1860 - mất tháng 4 năm 1932), là một con voi châu Á thuộc giống đực. Nó không có vòi, biểu diễn trong rạp xiếc Adam Forepaugh và sau đó biểu diễn tại Ringling Brothers Barnum and Bailey Circus.

## Tiểu sử
Trong những ngày đầu của sự nghiệp diễn xiếc, John L. (được đặt theo tên của võ sĩ John L. Sullivan) thực hiện động tác đấm bốc với huấn luyện viên của mình là Eph Thompson. John được đeo một chiếc găng tay đấm bốc ở đầu vòi để đấu với Thompson. Nó chính thức tham gia con đường biểu diễn tại rạp xiếc khi rạp xiếc Prempaugh được mua lại bởi Rạp xiếc Sells Brothers, sau đó voi John gia nhập Rạp xiếc Ringling Brothers.
John già là cái tên mọi người thường gọi John L. Sullivan. Nó tiếp tục sinh sống tại rạp xiếc sau khi "nghỉ hưu". Tại đây, nó đã phụ việc cho rạp xiếc các công việc như trông con cho các diễn viên xiếc, làm những công việc đòi hỏi nhiều sức lực và dẫn đầu đàn voi tiến vào và đi ra khỏi sân khấu cũng như xe lửa.
Vào ngày 9 tháng 4 năm 1922, John cùng với Dexter Fellows bắt đầu một chuyến đi với lộ trình dài 53 dặm từ Madison Square Garden đến khách sạn Voi ở Somalia, New York nhằm tưởng nhớ voi Old Bet, con voi đầu tiên tại Hoa Kỳ. John đến nơi vào ngày 13 tháng 4 năm 1922. Chính nó đã thực hiện nghi thức đặt vòng hoa trên đài tưởng niệm voi Old Bet.
John L. Sullivan qua đời vì tuổi già hoặc do mắc bệnh suy tim tại Sarasota, bang Florida, Hoa Kỳ vào năm 1932.